# Senje
Senje (en serbe cyrillique : Сење) est une localité de Serbie située dans la municipalité de Ćuprija, district de Pomoravlje. Au recensement de 2011, elle comptait 1 197 habitants.

## Démographie

### Évolution historique de la population
| 1948  | 1953  | 1961  | 1971  | 1981  | 1991  | 2002  | 2011  |
| ----- | ----- | ----- | ----- | ----- | ----- | ----- | ----- |
| 2 000 | 2 074 | 2 167 | 1 994 | 1 794 | 1 698 | 1 468 | 1 197 |

|  |